# Uwe Kagelmann
Uwe Kagelmann (Dresda, 6 settembre 1950) è un ex pattinatore artistico su ghiaccio tedesco.

## Palmarès
Coppie con Manuela Groß
| Internazionali                     | Internazionali | Internazionali | Internazionali | Internazionali | Internazionali | Internazionali | Internazionali | Internazionali |
| Evento                             | 1968–69        | 1969–70        | 1970–71        | 1971–72        | 1972–73        | 1973–74        | 1974–75        | 1975–76        |
| ---------------------------------- | -------------- | -------------- | -------------- | -------------- | -------------- | -------------- | -------------- | -------------- |
| Giochi olimpici invernali          |                |                |                | 3°             |                |                |                | 3°             |
| Campionati mondiali                |                | 7°             | 4°             | 4°             | 3°             | 4°             | 3°             | 4°             |
| Campionati europei                 | 7°             | 7°             | 4°             | 3°             | 4°             | 4°             | 3°             | 4°             |
| Blue Swords                        |                | 2°             | 1°             |                | 1°             | 1°             | 2°             | 1°             |
| Nazionali                          |                |                |                |                |                |                |                |                |
| Campionati della Germania dell'Est | 2°             | 2°             | 1°             | 1°             |                | 1°             | 2°             | 2°             |